# Broholmen

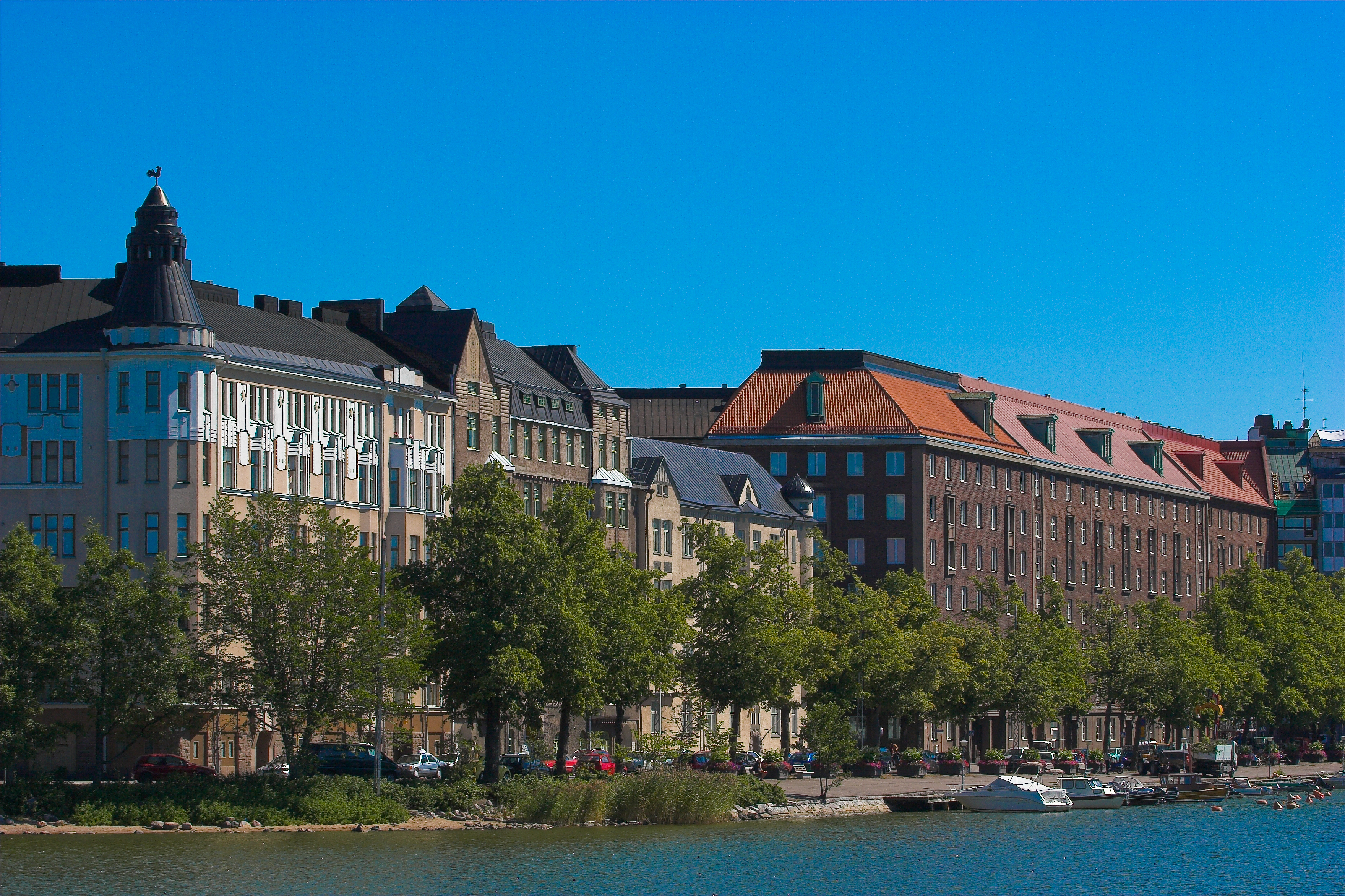
Broholmens södra strand

Broholmen (finska: Siltasaari) är en stadsdel och en del av Berghälls distrikt i Helsingfors stad. Inofficiellt kallas stadsdelen även för Hagnäs. Stadsdelen har cirka 2 500 invånare, av vilka 123 har svenska som modersmål. Ön har sitt namn av att två broar, en åt Berghäll och en annan åt Kronohagen, hade sina brofästen där.
Det officiella namnet på stadsdelen är Broholmen men de flesta känner området under namnet Hagnäs. Hagnäs kan i folks mun också innebära ett aningen större område än det som officiellt är definierat på kartor. Vissa använder namnet Broholmen endast för de kvarter som finns på den udde som utgör den före detta holmen Broholmen.

## Historia
För Broholmens historia, se artikeln Hagnäs. 

## Bildgalleri

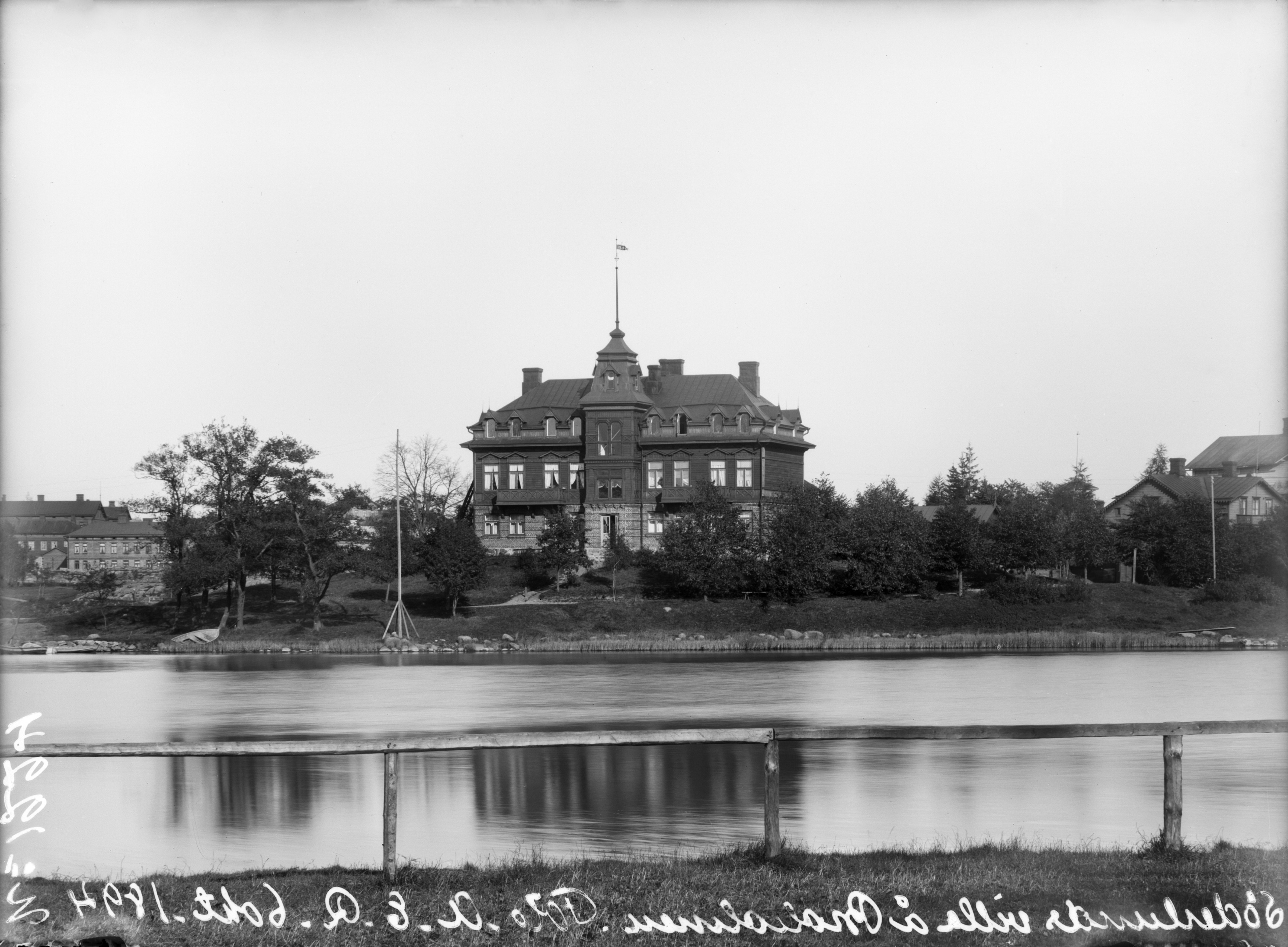
Byggmästaren J. Söderlund lät 1886 uppföra ett större bostadshus som kom att erbjuda hyreslägenheter för Helsingfors snabbt växande befolkning. Byggnaden inrymde även den lettiska församlingens kyrka. Nya Pressen 10.06.1886.
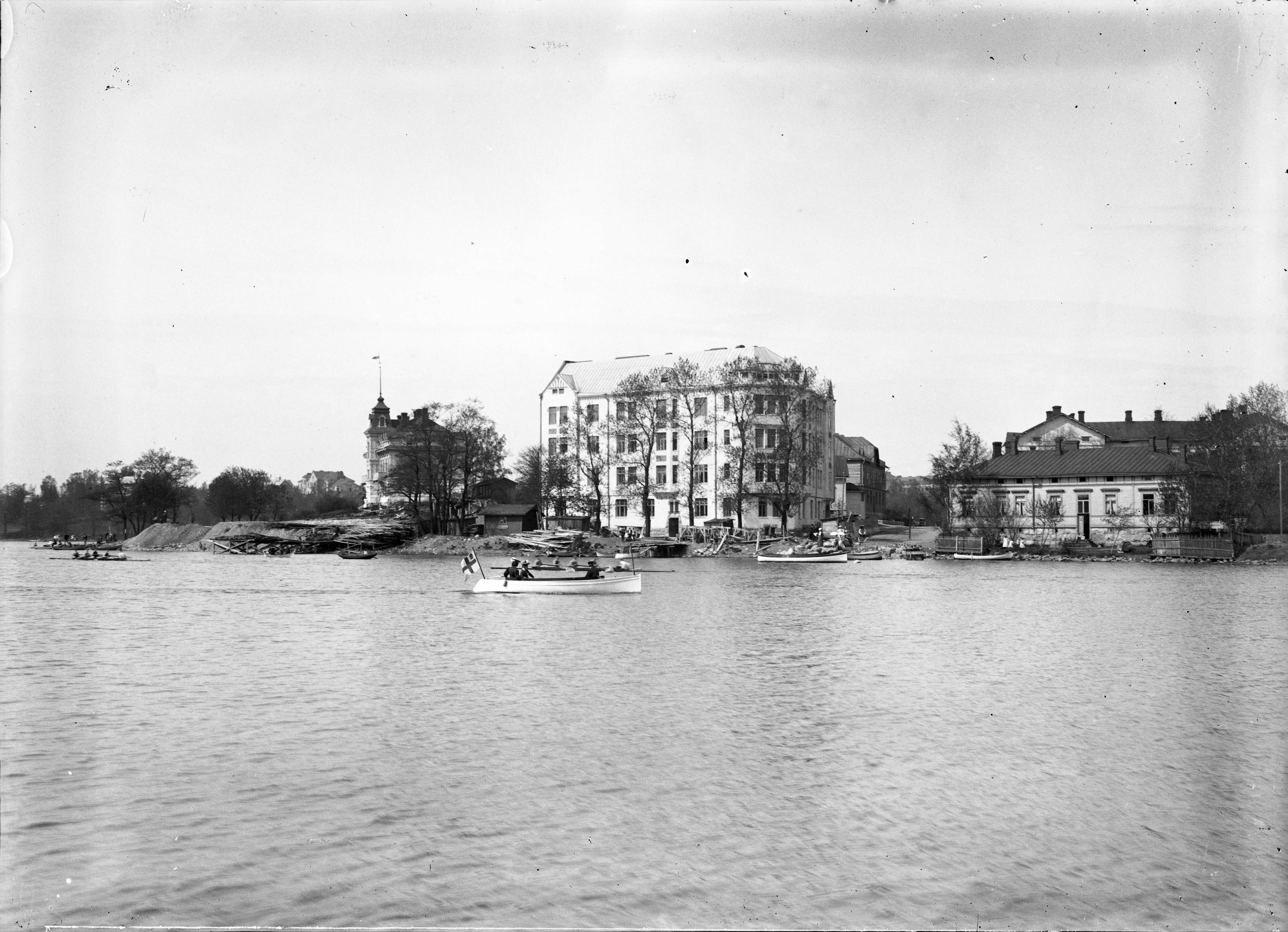
Broholmen från söder. Byggnaden i mitten är Långbrokajen 13. Gustav Sandberg 1890-1910